# Paramormyrops
Paramormyrops is een geslacht van straalvinnige vissen uit de familie van de tapirvissen (Mormyridae).

## Soorten
- Paramormyrops batesii (Boulenger, 1906)
- Paramormyrops curvifrons (Taverne, Thys van den Audenaerde, Heymer & Géry, 1977)
- Paramormyrops gabonensis Taverne, Thys van den Audenaerde & Heymer, 1977
- Paramormyrops hopkinsi (Taverne & Thys van den Audenaerde, 1985)
- Paramormyrops jacksoni (Poll, 1967)
- Paramormyrops kingsleyae (Günther, 1896)
- Paramormyrops longicaudatus (Taverne, Thys van den Audenaerde, Heymer & Géry, 1977)
- Paramormyrops ntotom Rich, Sullivan & Hopkins, 2017
- Paramormyrops retrodorsalis (Nichols & Griscom, 1917)
- Paramormyrops sphekodes (Sauvage, 1879)